# Achim Burkart
Pour les articles homonymes, voir Burkart.
Achim Burkart (né le 30 juin 1992 à Bühl en Bade-Wurtemberg) est un coureur cycliste allemand. Spécialiste de la piste, il devient champion d'Europe de course derrière derny en 2017 et 2019.

## Palmarès sur piste

### Championnats d'Europe
- 2014
  -  Médaillé de bronze de course derrière derny
- 2017
  -  Champion d'Europe de course derrière derny
- 2018
  -  Médaillé de bronze de course derrière derny
- 2019
  -  Champion d'Europe de course derrière derny

### Championnats d'Allemagne
- 2014
  - 2e de la course aux points
- 2015
  - 2e de l'américaine
- 2016
  -  Champion d'Allemagne de course derrière derny
- 2017
  -  Champion d'Allemagne de course derrière derny
  - 2e de la course aux points
- 2018
  -  Champion d'Allemagne de course derrière derny
  - 3e de l'américaine
  - 3e du scratch
- 2019
  -  Champion d'Allemagne de course derrière derny

### Championnats d'Australie
- 2015
  - 3e de l'américaine

## Palmarès sur route
- 2010
  - 2e du championnat d'Allemagne sur route juniors